# ノガン

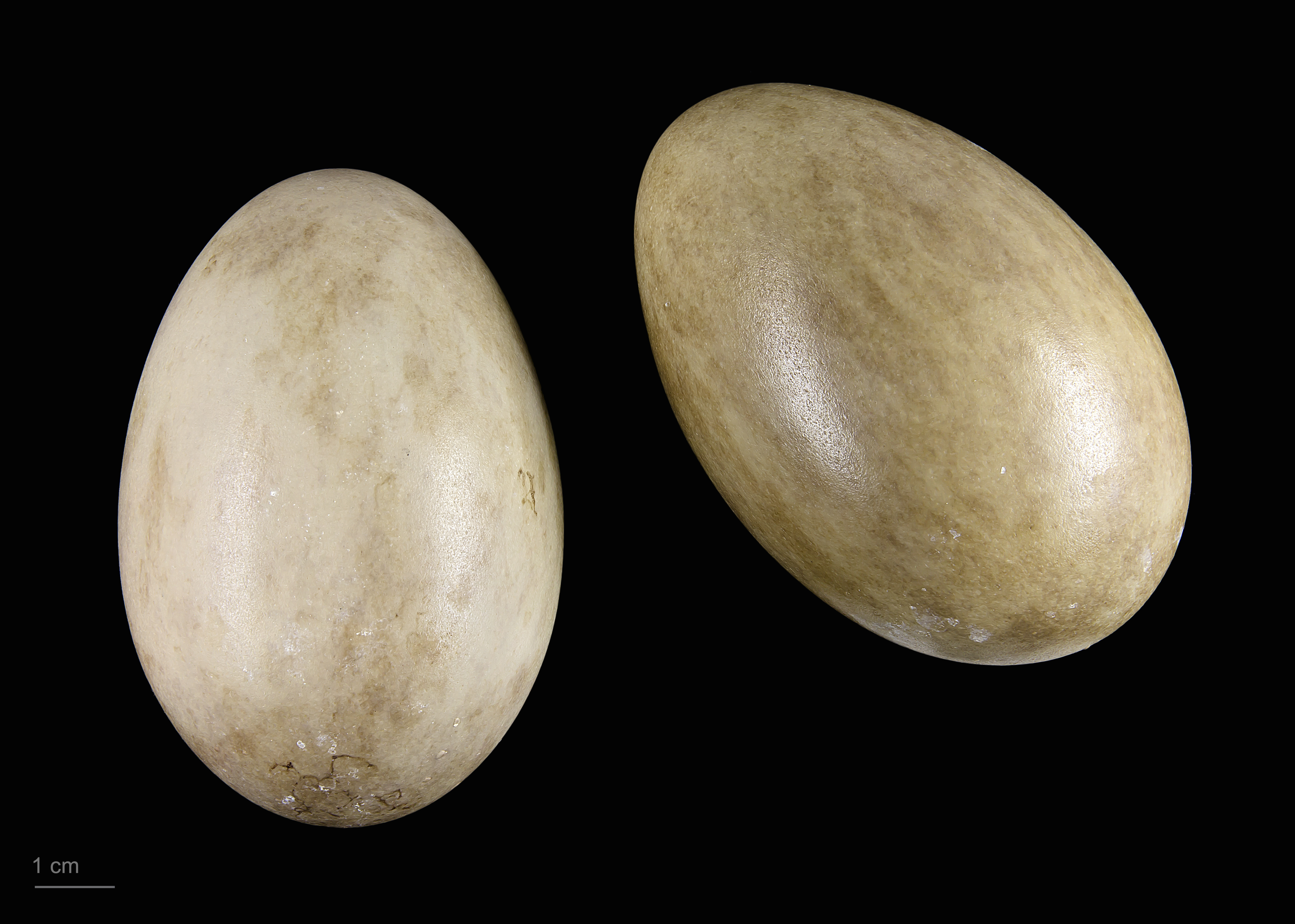
Otis tarda

ノガン（野雁、鴇、Otis tarda）は、ノガン目ノガン科ノガン属に分類される鳥類。山七面鳥とも呼ばれる。本種のみでノガン属を形成する。ノガン属はノガン科の模式属。

## 分布
- O. t. dybowskii　ノガン

中華人民共和国東部、モンゴル、ロシア南西部
夏季にロシア南西部で繁殖し、冬季に中華人民共和国へ南下し越冬する。日本では本亜種が、迷鳥として主に冬に記録されている。記録は、北海道から沖縄県まで各地である。
- O. t. tarda

ウクライナ、カザフスタン、スペイン、中華人民共和国北西部、ドイツの一部、トルクメニスタン、トルコ、モロッコ北部、ロシア南西部
夏季に中華人民共和国西部からヨーロッパ東部、イベリア半島で繁殖し、東部個体群は西アジアへ南下し越冬する。西部個体群は渡りを行わない。

## 形態
現生の、空を飛ぶ鳥としては、事実上最も体重が重い。全長オス100-105cm、メス75-80cm。翼開張190-260cm。体重オス18kg、メス3-5kg。メスよりもオスの方が大型になる。
背面は黄褐色や赤褐色の羽毛で被われ、黒い横縞が入る。頭部から胸部が淡褐色、腹部は白い羽毛で被われる。翼は白く、初列風切全体、次列風切と三列風切の先端は黒い。虹彩は褐色。嘴はやや短く扁平。嘴や後肢の色彩は灰褐色。
幼鳥は全身の羽毛が淡褐色みを帯びる。オスの成鳥は頭部から頸部が明灰色で被われる。また繁殖期になると胸部が赤褐色の羽毛で覆われ、嘴の基部側面から後方へ羽毛が伸張する。またオスは喉袋が発達する。

## 分類
- Otis tarda dybowskii　Taczanowski, 1874　ノガン
- Otis tarda tarda　Linnaeus, 1758

## 生態
半砂漠地帯の草原、農耕地に生息する。群れを形成し生活し、同性や同年代の個体からなる群れも形成する。
食性は雑食で、植物の葉、花、果実、種子、昆虫、鳥類の卵や雛、小型哺乳類などを食べる。
繁殖形態は卵生。婚姻形態は一夫多妻か乱婚型。オスは集団で求愛する場所（レック）を形成する。オスはレック内で分散し喉袋を膨らませ翼や尾羽を広げ、さらに全身の羽毛を逆立て（白い球状になる）る行動を繰り返しメスに求愛する。4-7月に地面の窪み（メスが掘ることもあり）に、1-4個（主に2-3個）の卵を1-2日の間隔を空けて年に1回産む。メスのみが抱卵し、抱卵期間は21-28日。オスは生後5-6年、メスは生後2-3年で性成熟する。

## 人間との関係
過去には人間により森林が伐採され、分布域が広がった。しかし開発による生息地の破壊、乱獲、農薬による中毒死、電線による感電死などにより生息数は減少している。旧ソビエト連邦での1970年における生息数は約8,650羽、1980年における生息数は約2,980羽と推定されている。